# Москвінське
Москві́нське (рос. Москвинское) — село у складі Талицького міського округу Свердловської області.
Населення — 35 осіб (2010, 81 у 2002).
Національний склад станом на 2002 рік: росіяни — 98 %.